# Kazimierz Węgierski
Kazimierz Węgierski (ur. 11 stycznia 1907 w Pabianicach , zm. 12 sierpnia 1942 roku w Auschwitz ) – prawnik, oficer rezerwy artylerii Wojska Polskiego, harcmistrz Chorągwi Łódzkiej, a później Mazowieckiej ZHP .

## Życiorys
Na stopień podporucznika został mianowany ze starszeństwem z 1 stycznia 1934 i 51. lokatą w korpusie oficerów rezerwy artylerii.
Aresztowany 23 kwietnia 1942 roku, osadzony na Pawiaku, wywieziony do obozu koncentracyjnego w Oświęcimiu .